# Chicory Tip
Chicory Tip, brittiskt glam- och glitterrockband bildat i början på 1960-talet, (då som The Sonics) av Rick Foster (gitarr) och Barry Mayger (bas). 
De båda hade spelat med olika medlemmar under tidiga 1960-talet, men 1967 bytte man namn till Chicory Tip och anställde de som var med när gruppen var mest framgångsrik. Förutom Mayger och Foster bestod nu gruppen av Peter Hewson (sång) och Brian Shearer (trummor). Rod Cloutt togs in som ersättare när Foster lämnade gruppen 1972. Vid det laget hade de haft sin största hit, "Son of My Father" skriven av Giorgio Moroder, som legat etta på Englandslistan i tre veckor 1972. "What’s Your Name" och "Good Grief Christina" blev adekvata hits. Nästa singel, "Cigarettes, Women, & Wine", ansågs för utmanande och förbjöds att spelas på BBC. Alla dessa låtar låg också på svenska Tio i topp. Även "I.O.U" var en hit i Sverige. År 1975 hade många av de ursprungliga medlemmarna lämnat gruppen och efter en skandinavisk turné upplöstes den.
Chicory Tip var ett av de allra första popbanden som använde det nya instrumentet synthesizer i sina låtar.
Gruppen återförenades i slutet av 1990-talet och de har spelat in ett nytt album.

## Diskografi
Album
- Son of My Father (1972)
- Chicory Tip in 2000 (2000)

Singlar
- "Monday After Sunday" / "Pride Comes Before A fall" (1970)
- "My Girl Sunday" / "Doctor Man" (1971)
- "Excuse Me Baby" / "The Devil Rides Tonight" (1971)
- "I Love Onions" / "Don’t Hang Jack" (1971)
- "Son Of My Father" / "Pride Comes Before A Fall" (1972)
- "What’s Your Name" / "Memory" (1972)
- "The Future Is Past" / "Big Wheels Rolling" (1972)
- "Good Grief Christina" / "Move On" (1973)
- "Cigarettes, Women And Wine" / "I See You" (1973)
- "I.O.U." / "Join Our Gang" (1973)
- "Take Your Time Caroline" / "Me And Stan Foley" (1974)
- "Survivor" / "Move On" (1975)